# شركة تي بي جي
شركة تي بي جي المعروفة سابقًا باسم تكساس باسيفيك جروب وتي بي جي كابيتال، هي شركة أمريكية للأسهم الخاصة مقرها في فورت وورث، تكساس. تركز الشركة على عمليات الاستحواذ ذات الرافعة المالية ونمو رأس المال. تدير تي بي جي صناديق الاستثمار في نمو رأس المال ورأس المال الاستثماري والأسهم العامة واستثمارات الديون. تستثمر الشركة في مجموعة من الصناعات بما في ذلك البيع بالتجزئة، ووسائل الإعلام والاتصالات، والصناعات، والتكنولوجيا، والسفر، والترفيه، والرعاية الصحية.
تأسست الشركة في عام 1992 على يد ديفيد بونديرمان وجيمس كولتر وويليام إس. برايس الثالث، وقد جمعت 50 مليار دولار من التزامات المستثمرين عبر أكثر من 18 صندوقًا للأسهم الخاصة.
في يونيو 2023، احتلت تي بي جي المرتبة السادسة في تصنيف بي إي أي 300 للملكية الخاصة لأكبر شركات الأسهم الخاصة في العالم. 